# Andrea da Escobar
André Dias de Escobar, noto come Andrea da Escobar o Andrea da Lisbona (Lisbona, 1366 – Alpendorada, 1450), è stato un vescovo cattolico e teologo portoghese.

## Biografia
Nato a Lisbona probabilmente nel 1366 o nel 1367, benedettino, fu teologo a Vienna e procuratore in Austria. 
Nel 1410 venne nominato vescovo di Ciudad Rodrigo da papa Gregorio XII, poi nel 1422 andò in Corsica fu vescovo di Ajaccio dove rimase fino al 1428 quando venne nominato vescovo titolare di Megara.
Partecipò attivamente al Concilio di Costanza dal 1414 al 1418, poi partecipò alla riforma dei monasteri benedettini portoghesi del 1426 e al sinodo riformatore dell'arcidiocesi di Braga del 1430 e nel 1441 partecipò al Concilio di Firenze dove cercò di riavvicinare la chiesa ortodossa con la chiesa cattolica, il suo comportamento inquieto e contraddittorio lo portò a scontrarsi con le alte sfere ecclesiastiche e venne condannato a vivere da eremita e senza più alcuna carica di rilievo, infatti nel 1425 si scagliò per l'abolizione della decima pagata dai parrocchiani alla Chiesa.  Nel 1432 fondò anche la Confraternita del Santo Nome di Gesù a Lisbona.
Morì ad Alpendorada nel 1450, odierna Alpendurada e Matos, freguesia del comune di Marco de Canaveses nel Portogallo settentrionale dove era stato nominato commendatario nel 1428.

## Successione apostolica
La successione apostolica è:
- Vescovo Denis von Knin, O.P. (1425)
- Vescovo Filippo Ventorelli (1426)
- Vescovo Joao Olense (1426)
- Vescovo Barthelemy de Saint Hypolyte, O.P. (1434)
- Vescovo Pierre Gracet, O.F.M. (1434)
- Vescovo Thomas Radcliff, O.S.A. (1434)
- Vescovo Denis O'Cahan (1434)
- Vescovo Johannes Heysterbach, O.P. (1436)
- Vescovo Réginald Polet, O.F.M. (1436)
- Vescovo Mainardino de' Contrarii (1436)
- Vescovo Francisco de Moya, O.F.M. (1436)
- Vescovo Jean de Bousies, O.F.M. (1437)
- Vescovo Hugo de Ehenheim, O.P. (1437)

## Opere
- Tratctatus copiosus contra quinquaginta Graecorum errores (1428)
- De decimis (1425)
- Lumen confessorum
- Confessio minor seu Modus confitendi
- Confessio maior
- De decimis
- Canones penitentiales